# (33749) 1999 QO
1999 كيو أو (ويعرف أيضًا باسم (33749) 1999 كيو أو وفق تسمية الكوكب الصغير) (بالإنجليزية: 1999 QO)‏ هو كويكب ضمن حزام الكويكبات؛ وترتيبه 33749 من حيث الاكتشاف.
اكتُشف هذا الجُرم الفلكي بواسطة Petr Pravec ‏ في 19 أغسطس 1999.

## وصلات خارجية
- (33749) 1999 QO في قاعدة بيانات مختبر الدفع النفاث لأجرام النظام الشمسي الصغيرة

- الاكتشاف · مخطط المدار ·  العناصر المدارية · المعلمات المادية

- (33749) 1999 QO على موقع ويكي سكاي: DSS2, SDSS, GALEX, IRAS, Hydrogen α, X-Ray, Astrophoto, Sky Map, Articles and images